# اشتگرسباخ
اشتگرسباخ (به آلمانی: Stegersbach) یک منطقهٔ مسکونی در اتریش است که در ناحیه گوسینگ واقع شده‌است. اشتگرسباخ ۲٬۴۴۱ نفر جمعیت دارد.